# Fruity Frank
Fruity Frank – gra na komputery Amstrad CPC. Została napisana w 1984 przez Steve’a Wallisa.
Celem gry jest ochrona naszego ogródka, unikanie kontaktu z potworami. Gracz musi zbierać owoce porozrzucane po całej planszy oraz niszczyć przeciwników (strzelając w nich pestką, bądź zrzucając na nich jabłka).

## Muzyka
- Level 1 : „A Life on the Ocean Wave” (Royal Marines anthem)
- Level 2 : „Where Have You Been All the Day, Billy Boy” (Irish version)
- Level 3 : Tytuł nieznany
- Level 4 : „Sweet Molly Malone”
- Level 5 : „The Jolly Beggar”
- Level 6 : „My Bonnie Lies over the Ocean”
- Level 7 : „London Bridge Is Falling Down”